# Дорошенко Віталій Миколайович
Віта́лій Микола́йович Дороше́нко — головний сержант Збройних Сил України, учасник російсько-української війни, що загинув у ході російського вторгнення в Україну в 2022 році.

## Життєпис
Народився 9 лютого 1992 року в селі Обложки Глухівського (нині — Шосткинського району) на Сумщині. 
Після закінчення 9 класів у Обложківському НВК навчався у Глухівському агроколеджі СНАУ, де опанував професію техніка-електрика. Після навчання проходив строкову військову службу в Збройних Силах України. Контракт із ЗС України уклав в 2017 році. Проходив військову службу в 27-й реактивній артилерійській бригаді імені кошового отамана Петра Калнишевського на посаді командира бойової машини обслуги реактивної артилерійської батареї. 
Загинув 25 квітня 2022 року внаслідок ворожого обстрілу в районі виконання бойового завдання на Харківщині разом із шістьома побратимами-артилеристами — старшим солдатом Юрієм Химичем та солдатами Віталієм Карасем, Анатолієм Дергаєм, Олександром Куриленком та Денисом Палієм).
Поховання стало можливим лише після висновків ДНК-експертизи. Урочисте прощання стало можливим майже через місяць 19 травня 2022 року. Воно проходило в Глухові, а поховали загиблого воїна в рідному селі Обложки Березівської сільської громади.
Керівник Сумської військової адміністрації Дмитро Живицький 18 листопада 2022 року вручив державні нагороди дружині загиблого воїна Альоні Дорошенко із сином Владиславом та мамі Світлані Олександрівні, а також дружині загиблого Євгенія Подставки.

## Родина
Одружився Віталій Дорошенко після строкової служби в армії, у 2014 році народився син. Обожнював рідні краєвиди, у вільну хвилину насолоджувався рибальством.

## Нагороди
- орден За мужність III ступеня (2022, посмертно) — за особисту мужність і самовіддані дії, виявлені у захисті державного суверенітету та територіальної цілісності України, вірність військовій присязі[6].